# Anfio (figlio di Selago)
Anfio (in lingua greca Ἅμφιος) era figlio di Selago e proveniva da Peso dove aveva diverse proprietà.

## Mitologia
Partecipò alla guerra di Troia in soccorso di Ettore, venne colpito da Aiace Telamonio all'altezza della cintura. Una volta morto l'eroe greco a fatica prese soltanto la sua lancia